# Славянский, Фёдор Михайлович
Фёдор Миха́йлович Славя́нский (1817, Берёзовский Рядок (?), Новгородская губерния — 1876, Санкт-Петербург) — русский живописец, представитель романтического академизма, ученик Алексея Венецианова; отец врача-гинеколога Кронида Славянского. Академик Императорской Академии художеств (с 1852).

## Биография
Фёдор, крепостной крестьянин помещика Андрея Александровича Семенского, родился, вероятно, в селе Берёзовский Рядок имения Тугановичи, Валдайского уезда, Новгородской губернии. По другим данным, усадьба Семенского располагалась в деревне Вышково Вышневолоцкого уезда Тверской губернии, и художник родился там же.
Художник рано проявил свой талант, самостоятельно занимаясь росписью иконостасов в артели иконописцев. В 1839 году А. Г. Венецианов пригласил Фёдора, «как зрелого художника», в свою художественную школу, в своё поместье Сафонково. В том же году Фёдор участвовал в благотворительной лотерее в пользу Санкт-Петербургской детской больницы: для использования в качестве призов на лотерее в пользу больницы он передал три собственноручно написанных картины. 
Вольную от помещика А. А. Семенского Славянский получил около 1840 года, за две тысячи рублей, по ходатайству Венецианова, рекомендовавшего талантливого ученика к занятиям в Императорской Академии художеств.
Через некоторое время после поступления вольнослушателем (вольноприходящим учеником) в Академию художеств, в 1840 году Фёдор получил фамилию «Славянский». Интересно, что Венецианов настаивал на присвоении Славянскому своей фамилии (Венецианов), и подавал на этот счёт официальное прошение, которое было, однако, отклонено. Из-за того, что не имея фамилии, Славянский сперва именовался Фёдор Михайлов (сын), его, по некоторым данным, иногда путают с другим учеником Венецианова, Михайловым (Г. К. Михайловым?).
Фёдор Славянский обучался в Академии художеств под руководством профессоров А. Г. Варнека и А. Т. Маркова, и одновременно продолжал брать уроки у Венецианова.
Параллельно с учёбой в академии, в том же 1840 году, Славянский и Николай Алексеевич Бурдин (1814—1857), тоже ученик Венецианова, начали работать в Малой церкви Зимнего дворца. В 1840 году Венецианов сообщил обществу поощрения художеств, что его ученики Бурдин и Венецианов [Славянский] начали писать Малую церковь Зимнего Дворца с разных сторон. Поскольку известна картина Бурдина, изображающая интерьер церкви, то, возможно, речь идёт не о росписи, а создании картин с видами интерьера церкви, восстановление которой после пожара Зимнего дворца было окончено годом ранее.
В 1842 году Славянский получил серебряную медаль Академии, в 1845 году — звание неклассного [свободного] художника, в 1847 — вторую серебряную медаль и особую похвалу Совета Академии.
В 1852 году Славянский был назначен соискателем в академики ИАХ за картину «На балконе» и портреты Бекман (? Юлии Фёдоровны) и Свечина (по другим данным, за картину «На балконе» и портрет заслуженного ректора В. К. Шебуева), и в том же году назначен в академики. В следующем году получил чин титулярного советника, после чего (с 1854 года) работал учителем рисования в санкт-петербургском Лесном институте. В 1862–1875 годах был преподавателем рисования Василеостровской и Петровской женских гимназий в Санкт-Петербурге. Давал также частные уроки.
Имел чин коллежского асессора (с 1859 года), автоматически дававший право на личное дворянство. Начав свою жизнь крепостным крестьянином, закончил её дворянином.

## Семья художника
Был женат на Александре Богдановне Бекман. 
Брат жены  — Константин Богданович Бекман — известный учёный, профессор Лесного института (и, в этом качестве, коллега Фёдора Славянского), полковник Корпуса лесничих, директор Лисинского учебного лесничества в Царскосельском уезде Санкт-Петербургской губернии.
Другой брат жены — Николай Богданович Бекман — преподаватель Санкт-Петербургского Коммерческого училища, действительный статский советник, финансовый деятель, член Английского клуба.
Сын художника, Кронид Фёдорович Славянский — выдающийся акушер и гинеколог.
За годы своей карьеры живописца, Фёдор Славянский исполнил значительное количество полотен с изображением жены и других родственников. 
Внучка художника — Ольга Кронидовна Славянская, супруга искусствоведа барона Н. Н. Врангеля; в 1930-е годы передала ряд картин деда в дар Русскому музею.
Похоронен художник на Смоленском православном кладбище Санкт-Петербурга (уч. 92) вместе с женой, дочерьми Лидией и Ольгой и зятем. Основание памятника сохранилось, но крест утрачен.

## Известные картины
Сегодня известно более 80 произведений. Многие из них хранятся в государственных музеях и неоднократно выставлялись.
Русский Музей — 15 произведений (№ 7, 10, 22, 23, 24, 25, 27, 47, 48, 49, 57, 67, 69, 72, 73 из списка ниже).
Третьяковская Галерея (№ 8, 9, 18-авторство под вопросом, 68).
Государственный Эрмитаж (№ 31, 40, 41, 42, 43, 44, 45, 46).
Музей Академии Художеств (№ 56).
Оружейная палата. Москва (№ 21).
Тюменский областной музей изобразительных искусств (№ 30).
Екатеринбургский музей изобразительных искусств (№ 50).
Музей изобразительных искусств Тбилиси (№ 63).
Львовская картинная галерея (№ 70).
Национальный художественный музей Республики Саха, Якутия (№ 51).
Национальная галерея Республики Коми, Сыктывкар (№ 51 вторая такая же картина, как в художественном музее Республики Саха).
Павловский дворец-музей (№ 58).

### Перечень
1. Иконостас храма «Успения Божьей Матери».
2. Сохранившийся фрагмент холста Успенье Пресвятой Богородицы, Богородица с Предвечным младенцем.
3. Образа церкви Успенья Божьей Матери и Николая Чудотворца в селе Берёзовский Рядок, где Фёдор, был крещён (записи краеведа).
4. «Старик с шапкой». До 1839 г.
5. «Девушка кормит цыплят». До 1839 г.
6. «Портрет старика крестьянина». До 1839 г.
7. «Крестьянка за прялкой».
Бумага, карандаш итальянский, 42.8х35.9, рисунок из самых ранних штудий. Русский музей.
8. «Кабинет художника А. Г. Венецианова».
Холст, масло, 35х43. 1839 г. С 1902 г. в Государственной Третьяковской Галерее. 
Приобретена у О. К. Славянской в 1902 г., копия с работы А. В. Тыранова.
9. «В комнатах у А. А. Семенского в Тверской губернии [Отрадное]».
Холст, масло, 54.5х111.5, 1830—1840 гг. Не окончена. Государственная Третьяковская Галерея. 
В 1929 г. поступила из музея иконописи и живописи им. И. С. Остроухова, № 11175.
10. «Прачки на чердаке Академии Художеств».
51.5х65.5, Этюд к картине Чердак АХ. Государственный Русский Музей. 
Из собрания Прянишникова Ф. И., Залеман М. А.
11. «Мужичок столяр».
По материалам Нерадовского П. И.
12. «Портрет отца священника Андреевского собора на Васильевском острове».
По материалам Нерадовского П. И.
13. «Малая церковь Зимнего дворца».
1840 г. Выставка Академии Художеств.
14. «Пейзаж, погост села Дубровского» или иначе «Вид усадьбы Венецианова».
Лето 1841 г. Написана в Тверской губернии и вызывала особую гордость Венецианова.
Картина была приобретена для кабинета Николая I в Зимнем Дворце.
15. «Часовня в Зимнем дворце».
До 1842 г. Выставка Академии Художеств.
16. «Кабинет Рюминой».
До 1842 г., Выставка Академии Художеств.
17. «Гостиная великой княжны Ольги Николаевны».
До 1842 г. Выставка Академии Художеств.
18. «Портрет Венецианова».
1842 г., Выставка Академии Художеств, местонахождение неизвестно. (Известный исследователь творчества школы Венецианова, доктор искусствоведения, профессор Савинов А. Н. в работе [4] задаёт вопрос — «Не им ли является известный портрет, считающийся произведением Г. В. Сороки? Портрет отличается от других произведений Г. В. Сороки характеристикой, объёмностью, пространственностью, движением, но не противоречит творчеству Славянского в ранний период»). [К тому же портрет не подписан, а подпись на подрамнике — Венецианов, Сорока — сделана много позже смерти обоих, рукой неизвестного].
19. «Портрет Борщова».
До 1842 г. Выставка Академии Художеств.
20. «Невеста».
Копия Ф. А. Моллера.
21. «Портрет Павла I».
1843—1844 гг., отправлена в оружейную палату.
22. «В Помпеянской галерее Зимнего дворца».
Холст, масло, 71.5х53, 1842 г. Государственный Русский Музей. 
Изображена Помпейская галерея. Унт. оф. Макаренко — Гренад. дворц. роты, Скороходъ Мейеръ, Истопн. Брехт, Арабъ Артуа. Куплена Н. Николаевичем 1842 г, подарена Е. И. В. В. К. Александре Ни., и по кончине ея возвращена В. К. Н. Николаевичу авг. 1844 г. 
Поступила в 1918 г из собрания В. К. Николая Николаевича.
23. «Старуха с палкой».
Холст, масло, 43х36.5, 1840-е гг.
Дар О. К. Славянской Государственному Русскому Музею.
24. «Крестьянская девочка».
Холст, масло, 36.5х27.5,1840-е гг.
Дар О. К. Славянской Государственному Русскому Музею в 1930 г,
25. «Крестьянская девушка».
Холст, масло, 33.5х24,1840-е гг.
Поступила от М. В. Костылева в Государственный Русский Музей в 1981 г, авторство под вопросом.
26. Портрет Панаевой Веры Владимировны.
Холст, масло, 31.5х25.0, Март 1844 г.
27. «Девушка в лесу».
Холст, масло, 23.5х21.5, 1840-е гг. Государственный Русский Музей.
Поступила в 2000 г от ООО «Прибой», [подпись на обороте чернилами «венеціановъ»].
Академия Художеств рекомендовала художника Императору для копирования картин членов Императорской семьи.
Т.о. в том числе написаны 27 и 28:
28. Копия портрета Императрицы Александры Фёдоровны художницы Робертсон из ротонды Зимнего Дворца.
29. Копия портрета Императрицы Александры Фёдоровны работы худ. Винтерхальтера.
30. «Дама в чепце».
Холст, масло, 67х55.5, 1843 (7?) г, Тюменский областной Музей Изобразительных Искусств. 
Подпись слева внизу по вертикали, год — неразборчиво. Куплена у М. П. Кагановой в 1962 г,
31. «Портрет игуменьи» [Семенской],
1844 г., Холст, масло, 74х58.2. Государственный Эрмитаж.
Передан в 1946 г.  музеем этнографии народов СССР.
32. «Молящаяся нищая».
1846 г.
33. «Портрет М. И. Путятиной (ур. Мельницкой)».
34. «Вид Палермо».
Копия, 1846 г.
35. «Портрет А. Н. Оленина» [Президента Академии].
Копия А. Г. Варнека. Приобретена АХ.
36. Два портрета «Великой Княгини Ольги Николаевны».
Акварельные копии В. И. Гау.
37. «Портрет Великого Князя Александра Николаевича».
2.55х1.65, Центральное хранилище дворцовых фондов АХ.
38. «Портреты Великой Княжны Ольги Николаевны в военном костюме».
1846 г.
39. «Старик в тулупе».
1847 г.
40. «Портрет графа Гавриила Ивановича. Головкина (1660-1734)». 
1848 г., Холст, масло, 78.5х66. Государственный Эрмитаж.
Передан в 1949 г.  музеем этнографии народов СССР.
41. «Портрет кн. Дмитрия Михайловича Голицына (1665-1737)». 
1848 г., Холст, масло, 78х65.5. Государственный Эрмитаж.
Передан в 1946 г.  музеем этнографии народов СССР.
42. «Портрет кн. Фёдора Юрьевича Ромодановского (~1670-1739)». 
1848 г., Холст, масло, 78х66. Государственный Эрмитаж.
Передан в 1946 г.  музеем этнографии народов СССР. Происходит из галереи Императора Петра Великого при Академии Наук.
43. «Портрет кн. Бориса Ивановича Куракина (1676-1727)». 
1848 г., Холст, масло, 78х66. Государственный Эрмитаж.
Передан в 1946 г.  музеем этнографии народов СССР.
44.«Портрет генерал-фельдмаршала кн. Аникиты Ивановича Репнина (1668-1726)». 
1848 г., Холст, масло, 79х66. Государственный Эрмитаж.
Передан в 1946 г.  музеем этнографии народов СССР. Происходит из галереи Императора Петра Великого при Академии Наук.
45. «Портрет кн. Василия Лукича Долгорукого (~1670-1739)». 
1848 г., Холст, масло, 78.7х65.5. Государственный Эрмитаж.
Передан в 1946 г.  музеем этнографии народов СССР.
46. «Портрет вел.кн. Николая Николаевича старшего (1831-1891)». 
1848 г., Холст, масло, 264х200. Государственный Эрмитаж.
Передан из Романовской Галереи Зимнего Дворца.
47. «Портрет неизвестного».
1849 г. Государственный Русский Музей, поступила в 1991 из худ. салона-выставки № 1 Ленинград.
48. «Голова русской женщины».
Холст, масло, 42х35.5, 1840-е гг (1854?). Государственный Русский Музей, поступила в 1910 г. от А. В. Милюковой.
49. «Семейная картина. На балконе».
Холст, масло, 102.5х68.5, 1851 г, Государственный Русский музей. Поступила в 1921 г. из собрания Ручко. 
Изображены автор картины, его жена Александра Богдановна, тёща Анна Амалия Бекман и дети: Кронид, Лидия Славянские и крестник Евгений Бекман (по дате рождения получается Анатолий). Справа внизу подпись. 
За эту картину и за два портрета в 1851 году Славянский получил звание «назначенного в академики» (то есть соискателя). В наши дни картина неоднократно экспонировалась на выставках, [6]
50. «Портрет Юлии Фёдоровны Бекман».
Холст, масло. 88х70, Начало 1850-х гг, Музей изобразительных искусств, Екатеринбург. В 1957 г. 
Картина куплена у Федорихина П. В. в очень плохом состоянии. Реставрирована.
51. «Портрет А. Е. Бекман» [тёщи художника — Анны Егоровны] - две одинаковые картины.
1851 г., Холст, масло, 50х41, овал. Национальный художественный музей Республики Саха, Якутия, [в музее под наименованием «Женский портрет». Картина выставлялась в Третьяковской Галерее «Золотая Карта России»],
и Холст, масло, овал. Национальная галерея  Республики Коми, Сыктывкар. Поступила из Русского Музея в 1986 г. 
52. «Портрет Свечина».
1851 г.
53. «Неизвестная в одежде Смолянки».
Холст, масло, 1851 г, из собрания И. С. Зильберштейна. Москва.
54. «г. де Мортье».
1851—1852 г., Выставка Академии Художеств.
55. «г-жи Зубрицкой».
Выставка Академии Художеств.
56. «Портрет А. В. Олсуфьева».
71х58, 1852 г., Выставка Академии Художеств,
57. «Портрет заслуженного ректора Академии Художеств Василия Кузьмича Шебуева».
Холст, масло, 129.5х100. 1852 г., Государственный Русский Музей.
Поступила в 1923 г. из АХ,
58. «Портрет Ф. В. Ростопчина».
1853 г., Павловский дворец-музей,
59. «Портрет Нарышкина».
Копия экземпляра АХ, 1853 г.
60. «Портрет Бекман А. Б.» [жены Александры Богдановны].
1853 г.
61. «Портрет Кизеветер».
1853 г.
62. «Портрет Цес».
1853 г.
63. «Царица Александра».
Копия образа К. П. Брюллова. Холст, масло, 89х71, 1853—1854 гг., Государственный музей искусств Тбилиси.
64. Портреты Государя Императора Николая I, копированные с работы живописца Крюгера.
65. «Портрет Синягиной».
1855 г.
66. «Портрет Зубриковой».
1857 г.
67. «Портрет штаб-офицера с медалью „За защиту Севастополя“».
Холст, масло, 83х69, 1858 г. С 1924 г. в Государственном Русском Музее из ГМФ,
68. «Семейный портрет».
Холст, масло, 218х181. Подписана внизу на скатерти 1852[8] г, Государственная Третьяковская Галерея. инв. № 9251.
Поступила в 1925 г. из Гос. Цветковской Галереи, ранее в 1900 г. И. Е. Цветков приобрёл её у В. Х. Гобермана).
Основываясь на датах рождения детей, можно сделать вывод что картина датируется 1858 г. Возможно, 2 в подписи — подделка из 8, либо дата сознательно искажена художником,
69. «Портрет Веры Николаевны фон Дервиз, рожд. Тиц».
(1832—1903) жены П. Г. фон Дервиз. Холст, масло, 103.5х81 (овал), 1858 г. Государственный Русский Музей от П. П. Дервиз,
70. «Портрет неизвестной».
Холст, масло, 105х81, 1858 г., овал. Львовская картинная галерея,
71. «Портрет Сверчковой».
1858 г.
72. «Портрет Константина Михайловича Беляева».
Масло, картон, 31.5х23.5, 1859 г., Государственный Русский Музей с 1910 г. от В. В. Семенского,
73. «Автопортрет».
Холст, масло, 30х22.5. Примерно 1860 г.
Дар О. К. Славянской Государственному Русскому Музею,
74. «Портрет Рейтера».
1862 г.
75. Портреты «Александра II».
1865—1867 гг., поясные и в рост,
76. «Портрет Симбирской».
1865—1866 гг.
77. «Портрет Косаловской».
1865—1866 гг.
78. Две копии с «Портрета Кусова».
Для Волковской богадельни и Купеческой управы.
79. «Портрет Ад. Вл. Олсуфьевой».
1 аршин 13 вершков.
… и др.

## Отзывы искусствоведов
«Славянский предстаёт в своих работах художником точным и наблюдательным, ищущим характерных особенностей изображённого, разнообразным в средствах и владеющим значительным мастерством. Художник унаследовал в школе Венецианова здоровые основы реализма, придавшие его работам значительность и силу».— А. Н. Савинов.

## Галерея

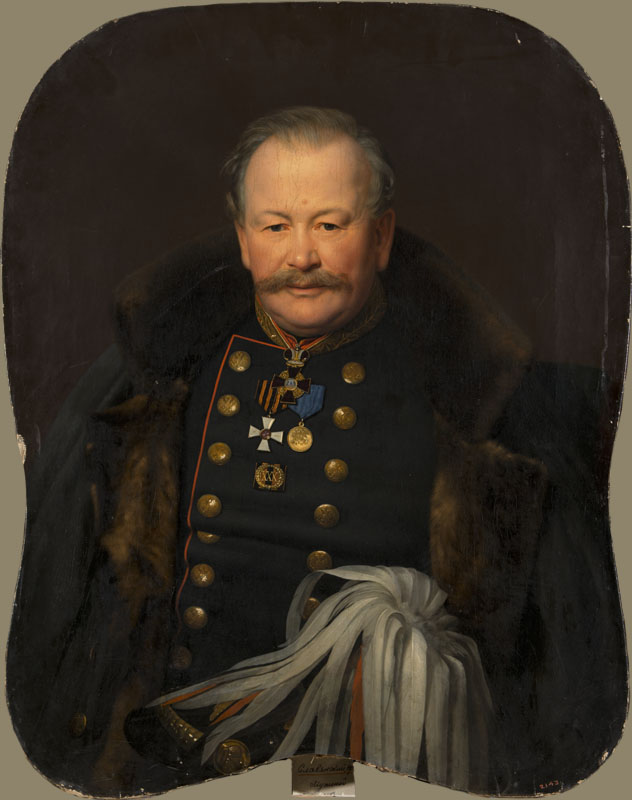
Портрет отставного генерал-майора и георгиевского кавалера Григория Ивановича Демортье, 1858, Государственный Русский музей.
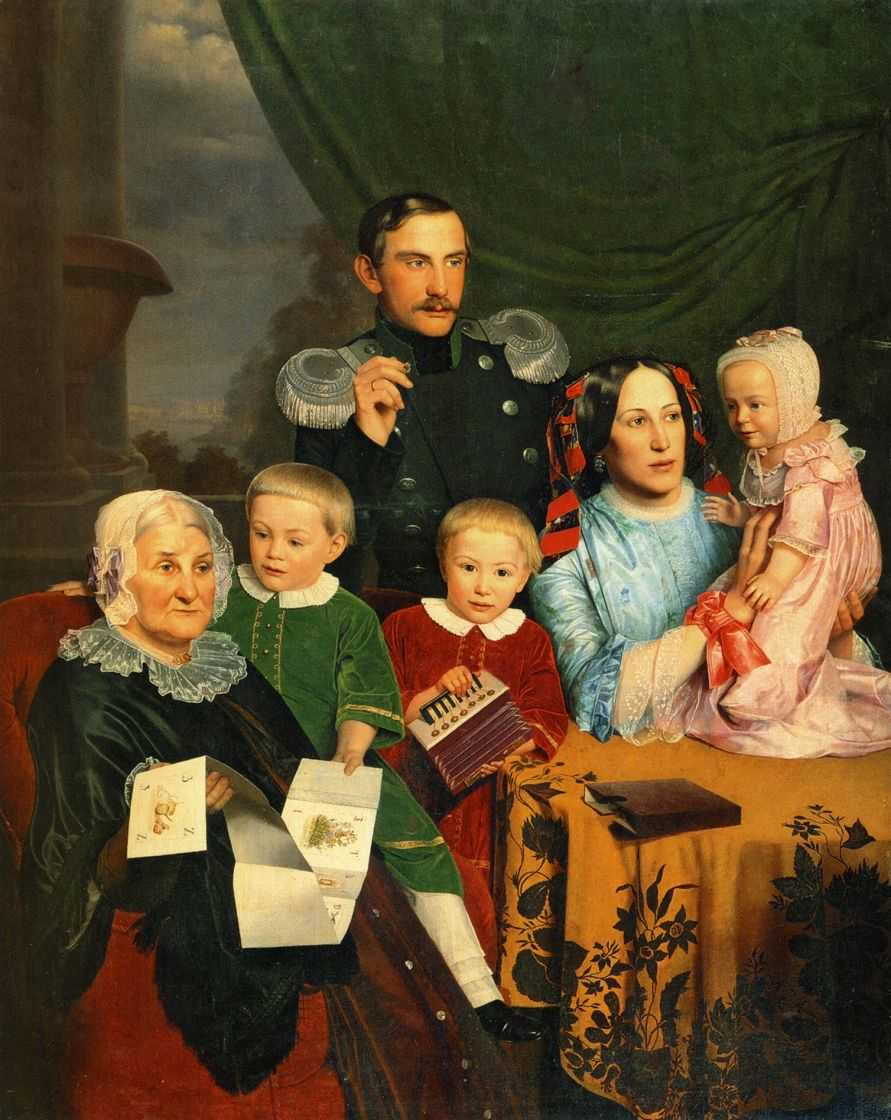
Семейный портрет, 1852, Государственная Третьяковская галерея.
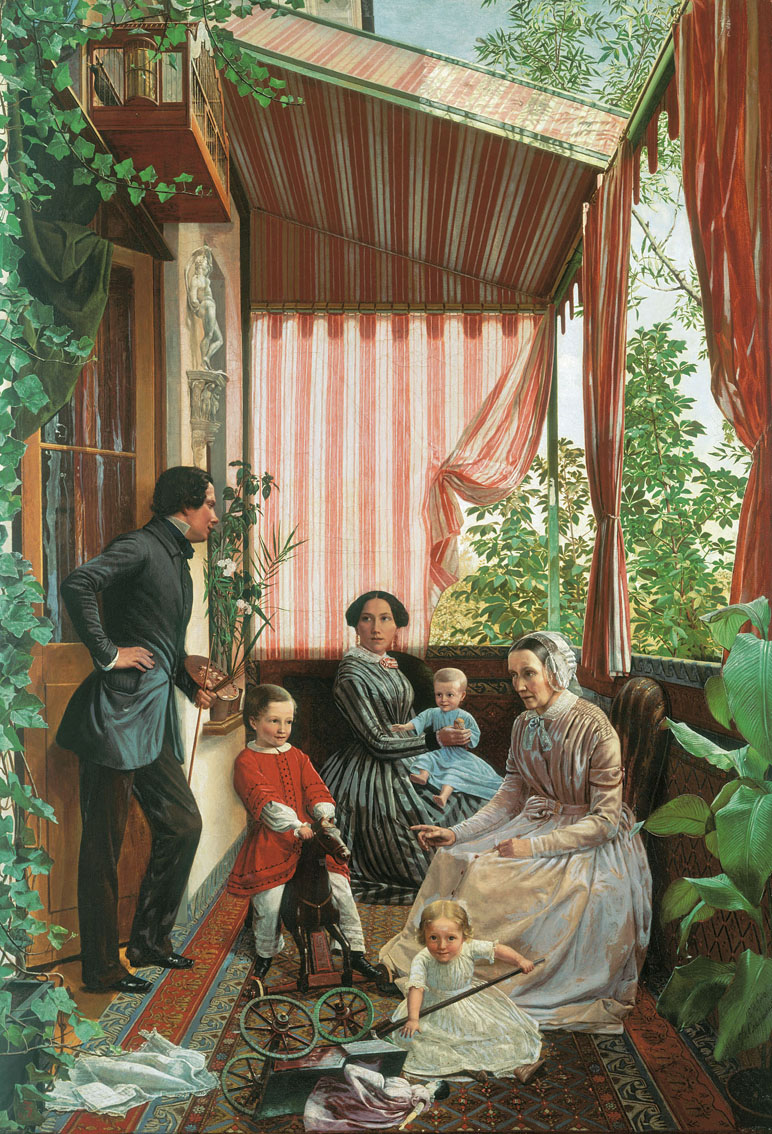
Семейный портрет. На балконе (изображены: художник, его жена, тёща и дети: Кронид, Евгений и Лидия. 1851.
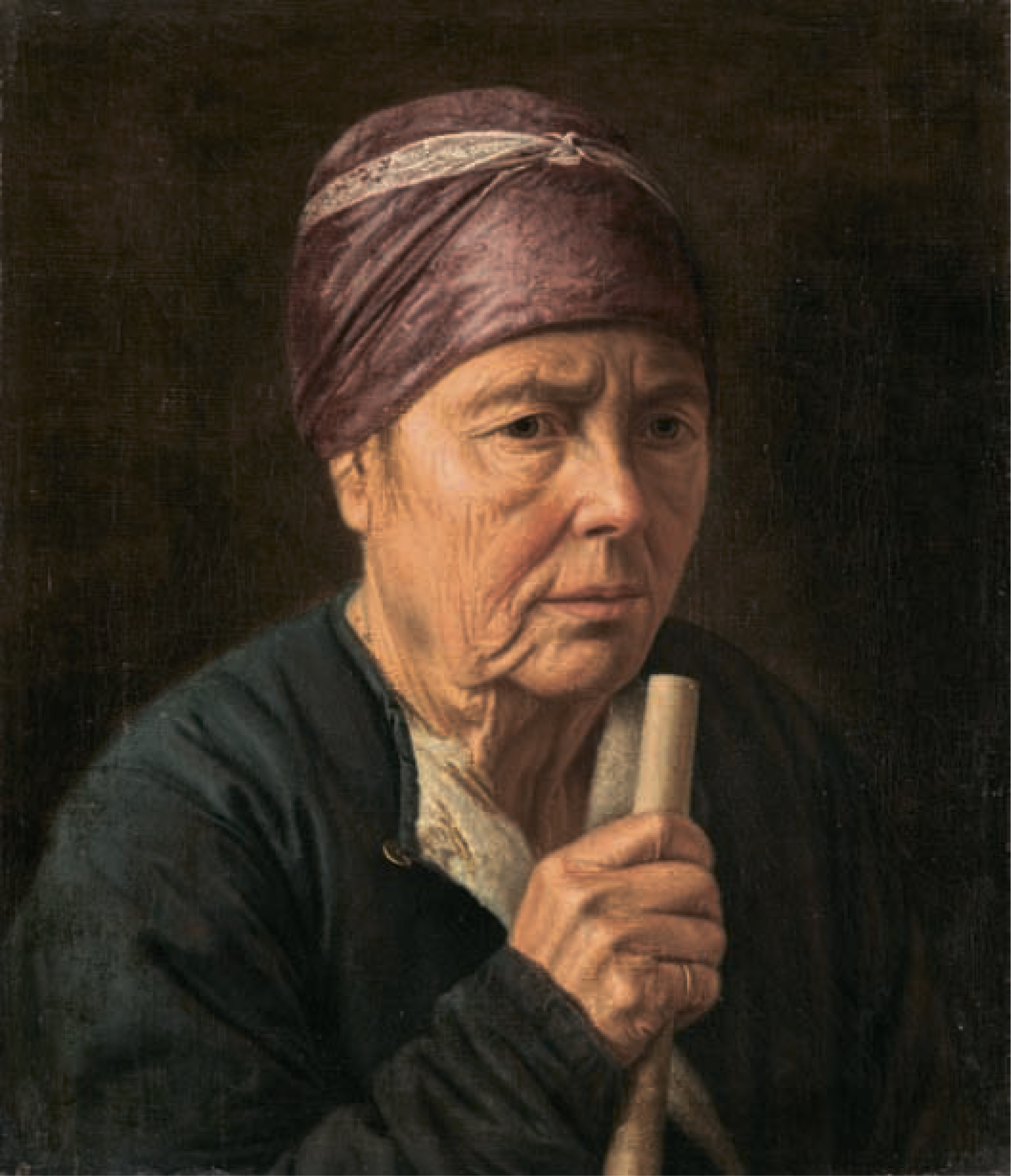
Старуха с палкой. 1840-е, Государственный Русский музей.
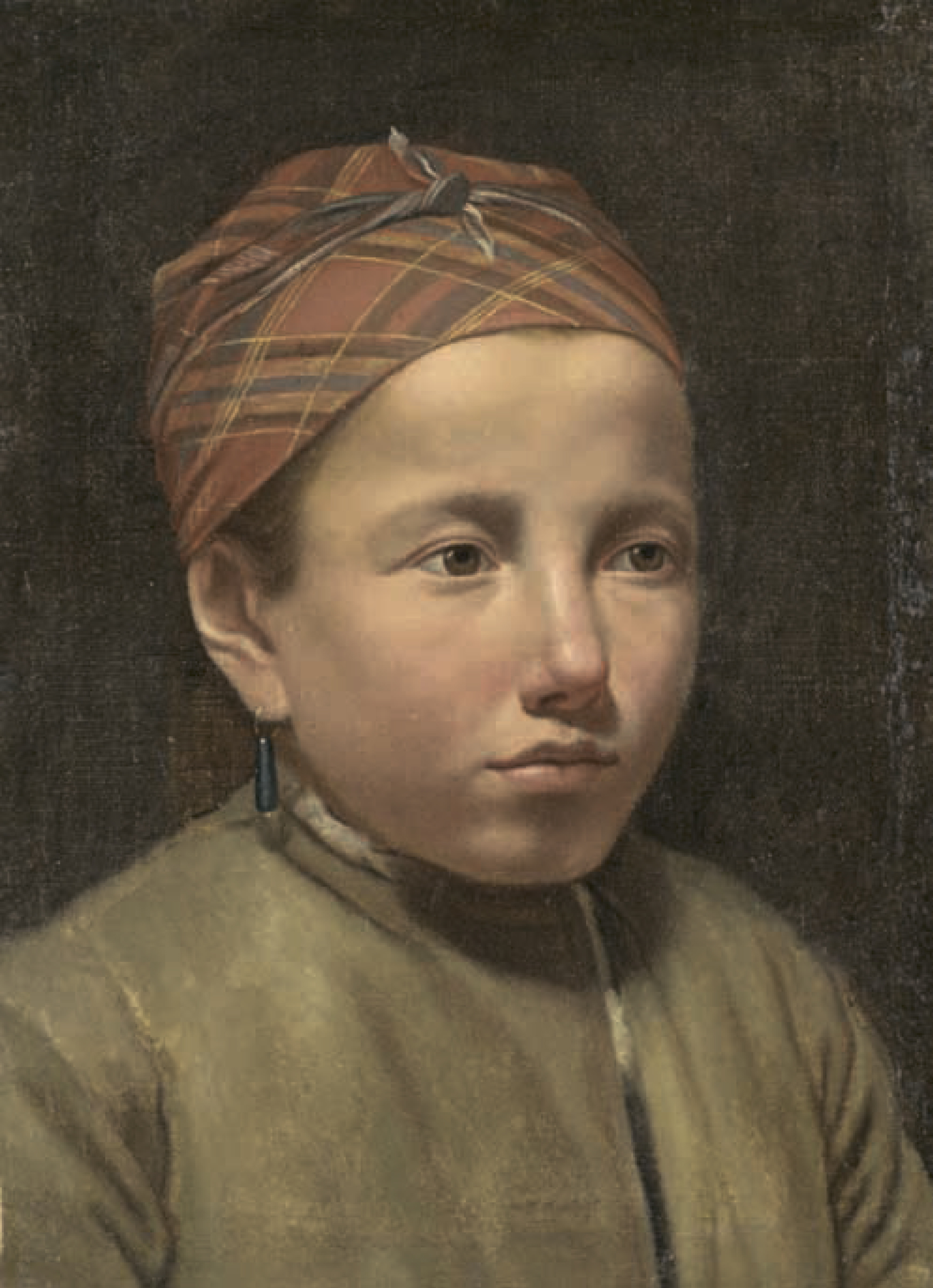
Ф. М. Славянский (?) Крестьянская девочка. 1840-е, Государственный Русский музей.
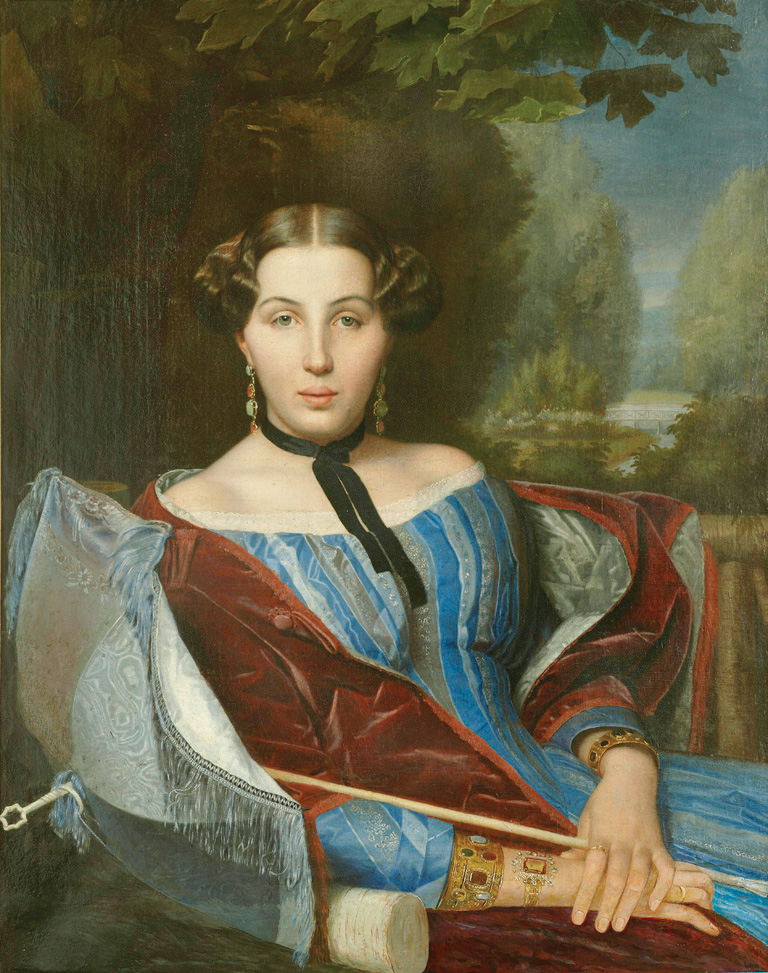
Портрет Юлии Фёдоровны Бекман, урождённой Циммерман, жены Константина Богдановича Бекмана, брата жены художника, 1848, Екатеринбургский музей изобразительных искусств.
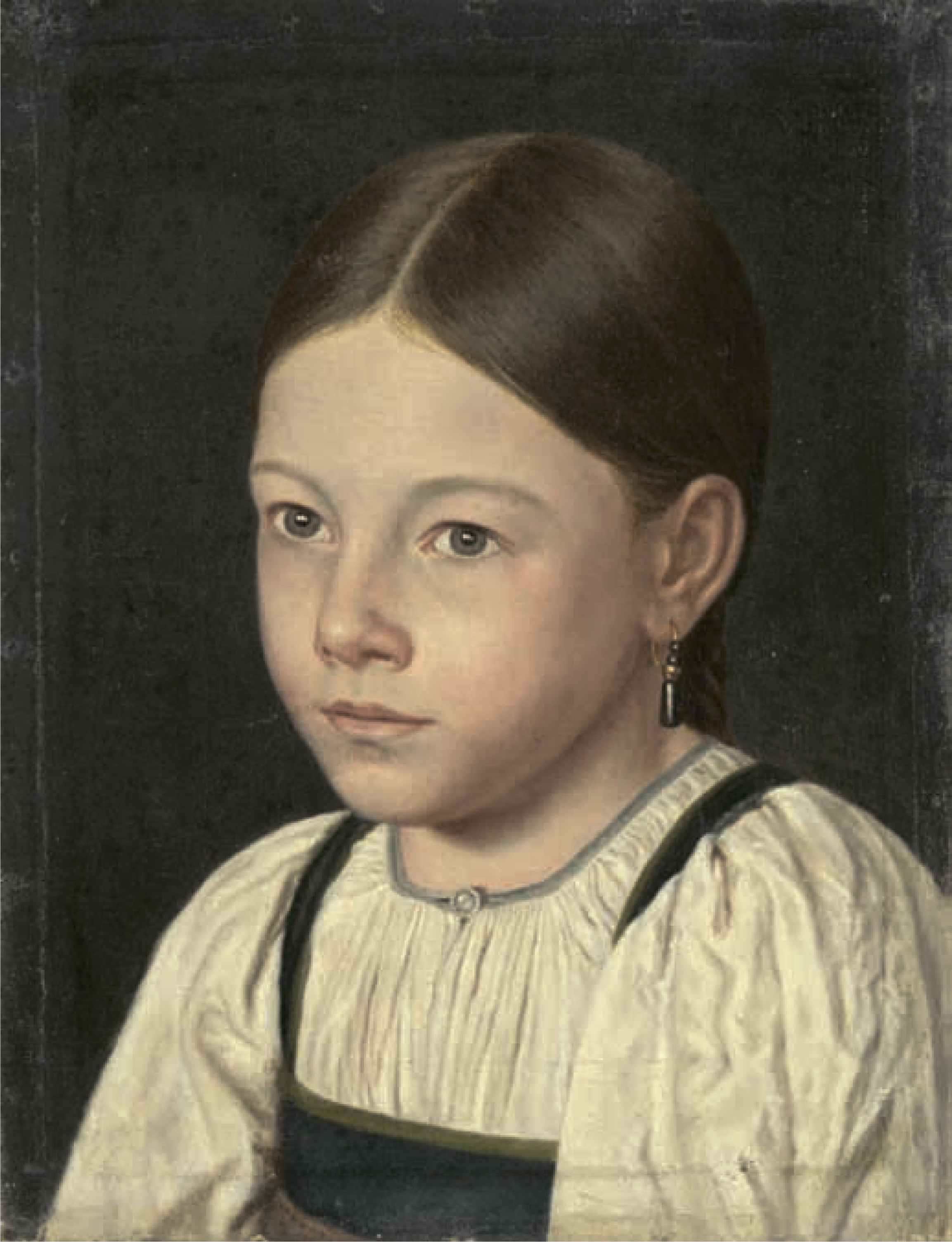
Крестьянская девочка 1830-е или 1840-е годы, Государственный Русский музей.